# Australia (film, 1989)
Pour plus de détails, voir Fiche technique et Distribution.
Pour les articles homonymes, voir Australia.
Australia est un film franco-belge de Jean-Jacques Andrien sorti en 1989, avec un scénario et des dialogues de Jacques Audiard.

## Synopsis
En 1955, en provenance d’Australie où il vit avec sa fille, le Belge Édouard Pierson revient dans sa ville natale de Verviers à la demande de son frère Julien. Leur famille y possède une usine de lavage de la laine en difficulté et Julien compte sur l’aide d’Édouard pour sauver l’entreprise. Durant son séjour, Édouard, veuf, rencontre Jeanne, une épouse d’origine paysanne mal intégrée dans ce milieu bourgeois. Entre eux, une histoire commence...

## Fiche technique
- Réalisation : Jean-Jacques Andrien
- Scénario et dialogues : Jacques Audiard, Jean Gruault, Jean-Jacques Andrien
- Photo : Yórgos Arvanítis
- Son: Henri Morelle, Gérard Lamps
- Montage : Ludo Troch avec la collaboration d'Henri Colpi
- Scripte : Lucie Lichtig
- Musique : Nicola Piovani
- Date de sortie : 13 septembre 1989 (France) 5 octobre 1989 (Belgique)
- Durée : 118 minutes

## Distribution
- Fanny Ardant : Jeanne Gauthier
- Jeremy Irons : Edouard Pierson
- Tchéky Karyo : Julien Pierson
- Agnès Soral : Agnès Deckers
- Hélène Surgère : Odette Pierson
- Patrick Bauchau : André Gauthier
- Dorothy Alison : Doreen Swanson

## Distinctions
Le film a remporté le prix de la photo pour Yórgos Arvanítis lors de la Mostra de Venise 1989.